# Aisin Gioro

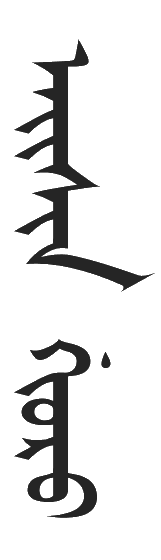
Aisin Gioro, escrit en manxú

Aisin Gioro era el nom familiar dels emperadors manxús de la dinastia Qing. La Casa d'Aisin Gioro va governar la Xina fins a la Revolució Xinhai de 1911, la qual va establir un govern republicà en el seu lloc. La paraula aisin significa or en l'idioma manxú, i "gioro" és el nom del lloc que actualment és Yilan (Província Heilongjiang). En el costum manxú, les famílies es va identificar per primera vegada per la seva "Hala"(哈拉), és a dir la seva família o nom de clan, i després per "Mukūn"(穆昆), la classificació més detallada es refereix normalment a les famílies individuals. Altres membres del clan Gioro hi són Irgen Gioro (伊尔根觉罗), Susu Gioro (舒舒觉罗), Tungyan Gioro (通颜觉罗), Jamuhu Gioro (嘉穆瑚觉罗), Silin Gioro (西林觉罗), etc.